# Junok
Junok is een bestuurslaag in het regentschap Sampang van de provincie Oost-Java, Indonesië. Junok telt 1060 inwoners (volkstelling 2010).